# District d'Ancenis
Le district d'Ancenis est une ancienne division territoriale française du département de la Loire-Atlantique de 1790 à 1795.
Il était composé des cantons de Ancenis, Ligné, Riaillé, La Rouxiere, Uritz et Varades.